# Bangladeschische Badmintonmeisterschaft 2006
Die Bangladeschische Badmintonmeisterschaft 2006 war die 27. Austragung der nationalen Titelkämpfe im Badminton in Bangladesch.

## Sieger und Finalisten
| Disziplin    | Gold                                           | Silber                                  |
| ------------ | ---------------------------------------------- | --------------------------------------- |
| Herreneinzel | Ahsan Habib Parash (Biman)                     | Mostofa Mohammed Jabed (Chittagong DSA) |
| Dameneinzel  | Konika Rani Adhikary (Biman)                   | Shapla Akhter (Narayanganj)             |
| Herrendoppel | Ahsan Habib Parash Rasel Kabir Sumon (Biman)   | Rob Mahbubur Abdul Hannan (Biman)       |
| Damendoppel  | Konika Rani Adhikary Shapla Akhter (Biman)     | Leema Jebunnesa Seema (Chittagong DSA)  |
| Mixed        | Rasel Kabir Sumon Konika Rani Adhikary (Biman) | Rob Mahbubur Shapla Akhter (Biman)      |